# Blossom (Teksas)
Blossom je grad u američkoj saveznoj državi Teksas. Prema popisu stanovništva iz 2010. u njemu je živjelo 1.494 stanovnika.